# Championnats de Curaçao de cyclisme sur route
Les championnats de Curaçao de cyclisme sur route sont les championnats nationaux de cyclisme sur route organisés par la Fédération de Curaçao de cyclisme.

## Hommes

### Podiums de la course en ligne
| Année | Vainqueur            | Deuxième         | Troisième       |
| ----- | -------------------- | ---------------- | --------------- |
| 2011  | Marc de Maar         | Ruiggeri Pinedoe | Wilfrid Camelia |
| 2012  | Marc de Maar         | Wilfrid Camelia  | Sebastiaan Ton  |
| 2013  | Luis Javier Martinez | Jendelo Paula    | Jarizinho Beker |
| 2014  | Manuel Seintje       | Wilfrid Camelia  | Faisel Camelia  |
| 2016  | Quinten Winkel       | Hillard Cijntje  | Gijs Hendriks   |
| 2019  | Manuel Seintje       | Ezequiel Bishop  | Rob Zegers      |
| 2021  | Gyasi Sulvaran       | Max Janssen      | Wilfrid Camelia |
| 2023  | Danny van Ommen      | Jeremias Arenas  | Luis Parra      |
| 2025  | Halim Rosalina       | Danny van Ommen  | Luis Parra      |

### Podiums du contre-la-montre
| Année | Vainqueur        | Deuxième        | Troisième       |
| ----- | ---------------- | --------------- | --------------- |
| 2011  | Marc de Maar     | Wilfrid Camelia | Timothy Lampe   |
| 2012  | Marc de Maar     | Quinten Winkel  | Barry Bakker    |
| 2013  | Jendelo Paula    | Manuel Seintje  | Wilfrid Camelia |
| 2014  | Hillard Cijntje  | Faisel Camelia  | Wilfrid Camelia |
| 2015  | Reynaldo Mosquea | Stijn Watkis    |                 |
| 2016  | Quinten Winkel   | Hillard Cijntje | Gijs Hendriks   |
| 2019  | Manuel Seintje   | Gyasi Sulvaran  | Robert Potveer  |
| 2021  | Max Janssen      | Gyasi Sulvaran  | Manuel Seintje  |
| 2025  | Luis Parra       |                 |                 |